# Claire Bouanich
Pour les articles homonymes, voir Bouanich.
Claire Bouanich est une actrice française, née le 12 juillet 1994 aux Lilas (Seine-Saint-Denis).
Elle s'est fait connaître en 2002 en jouant la petite Elsa dans Le Papillon aux côtés de Michel Serrault. Faisant également du doublage, elle est la voix française régulière d'Abigail Breslin.

## Biographie
Elle est la fille de Jacques Bouanich et la sœur de Julien Bouanich.

## Filmographie

### Cinéma

#### Longs métrages
- 2002 : Le Papillon de Philippe Muyl : Elsa
- 2005 : La Maison de Nina de Richard Dembo : Le petit ange
- 2006 : Le Litre de lait de Luc Moullet : Anne
- 2006 : Le Prestige de la mort de Luc Moullet : Sally
- 2007 : Big City de Djamel Bensalah : La fille de l'institutrice
- 2009 : Cendres et Sang de Fanny Ardant : Mira
- 2011 : La Proie de Éric Valette : Mélissa

### Télévision

#### Téléfilms
- 2006 : La Promeneuse d'oiseaux de Jacques Otmezguine : Sarah petite
- 2011 : Le Monde à ses pieds de Christian Faure : Chloé
- 2014 : 3 femmes en colère de Christian Faure : Moira
- 2014 : 3 x Manon de Jean-Xavier de Lestrade : Lola
- 2017 : Manon 20 ans de Jean-Xavier de Lestrade : Lola

## Doublage
Sources : Doublage Séries Database, Planète Jeunesse

### Cinéma

#### Films
- Abigail Breslin dans :
  - Signes (2002) : Bo Hess
  - L'Île de Nim (2008) : Nim Rusoe
  - Bienvenue à Zombieland (2009) : Little Rock
  - Happy New Year (2011) : Hailey
  - Retour à Zombieland (2019) : Little Rock

- Hailee Steinfeld dans :
  - New York Melody (2013) : Violet Mulligan
  - Pitch Perfect 2 (2015) : Emily Snack
  - Pitch Perfect 3 (2017) : Emily Snack

- Elle Fanning dans :
  - The Nutcracker in 3D (2010) : Mary
  - Super 8 (2011) : Alice Dainard

- 2004 : Père et Fille : Gertrude, la fille d'Oliver (Raquel Castro)
- 2005 : Amityville : Chelsea Lutz (Chloë Grace Moretz)
- 2005 : Sin City : Nancy Callahan petite (Mackenzie Vega)
- 2005 : Esprit de famille : Elizabeth Trousdale (Savannah Stehlin (en))
- 2005 : Winn-Dixie mon meilleur ami : Opal (AnnaSophia Robb)
- 2005 : Dark Water : Cecilia Williams (Ariel Gade (en))
- 2006 : Zoom : L'Académie des super-héros : Cindy Collins / Princesse (Ryan Newman)
- 2007 : Maxi papa : Peyton Kelly (Madison Pettis)
- 2010 : Tamara Drewe : Jody Long (Jessica Barden)
- 2010 : Auprès de moi toujours : Ruth enfant (Ella Purnell)
- 2011 : Une séparation : Termeh (Sarina Farhadi)
- 2011 : Hop : Alex O'Hare (Tiffany Espensen)
- 2012 : Paranormal Activity 4 : Alex (Kathryn Newton)
- 2013 : The Call : Leah Templeton (Evie Thompson)
- 2013 : Family Weekend (en) : Emily Smith-Dungy (Olesya Rulin)
- 2014 : Projet Almanac : Chris (Virginia Gardner)
- 2015 : La Face cachée de Margo : Angela (Jaz Sinclair)
- 2015 : Projet Almanac : Christina « Chris » Raskin (Virginia Gardner)
- 2017 : Le Secret des Marrowbone : Jane Marrowbone (Mia Goth)
- 2019 : The Dead Don't Die : Zoe (Selena Gomez)
- 2023 : Evil Dead Rise : Bridget (Gabrielle Echols)

#### Films d'animation
- 2001 : Le Voyage de Chihiro : Boh
- 2001 : La Belle et le Clochard 2 : L'Appel de la rue : Prudence
- 2003 : Le Monde de Nemo : Perle
- 2006 : Bambi 2 : Féline
- 2006 : Rox et Rouky 2 : Rouky (voix chantée)
- 2007 : Bienvenue chez les Robinson : Franny petite
- 2020 : Les Trolls 2 : Tournée mondiale : Guibole (dialogues)
- 2022 : Les Secrets de mon père : ?
- 2025 : Dog Man : Butler

### Télévision

#### Téléfilms
- Hannah Endicott-Douglas dans :
  - Un soupçon de magie (2008) : Lori Russell
  - Le Jardin des merveilles (2009) : Lori Russell
  - Un mariage féerique (2010) : Lori Russell
  - La Magie de la famille (2011) : Lori Russell
  - Une famille peu ordinaire (2012) : Lori Russell
  - Ma famille bien-aimée (2013) : Lori Russell
  - Bienvenue dans la famille (2014) : Lori Russell

- 2004 : Le Clan des rois : Suki petite [Qui ?] (voix)
- 2010 : Le Cœur de la famille : Lindsay Westman (Madison Davenport)
- 2011 : Pour l'honneur de ma fille : ? ( ? )
- 2016 : Le Mariage de la dernière chance : Nicole Reynolds (Chanelle Peloso (en))
- 2020 : Le Rêve brisé de ma fille : L'Île du scandale : Blake (Heavenly Reyna)

#### Séries télévisées
- Markella Kavenagh dans :
  - Le Seigneur des anneaux : Les Anneaux de pouvoir (depuis 2022) : Eleanor « Nori » Brandyfoot
  - Bad Behaviour (en) (2023) : Portia (mini-série)

- 2006 : Jane Eyre : Adèle (Cosima Littlewood) (mini-série)
- 2006-2012 : Desperate Housewives : Kayla Huntington (Rachel Fox) (29 épisodes) et Pénélope « Penny » Scavo (Kendall Applegate puis Darcy Rose Byrnes) (75 épisodes)
- 2010-2013 : Les Experts : Manhattan : Ellie Danville (Sydney Park) (4 épisodes)
- 2011-2012 : Skins : Francesca « Franky » Fitzgerald (Dakota Blue Richards) (18 épisodes)
- 2012-2013 : Bunheads : Bettina « Boo » Jordan (Kaitlyn Jenkins) (18 épisodes)
- 2013-2015 : Nowhere Boys : Viv Lau (Michelle Gerster) (17 épisodes)
- 2015 : Un soupçon de magie : Lori Russell (Hannah Endicott-Douglas) (8 épisodes)
- depuis 2018 : The Chi : Kiesha Williams (Birgundi Baker) (42 épisodes - en cours)
- 2019 : Bad Mothers (en) : Romy (Olive Weeks)
- 2020-2021 : Big Sky : Grace Sullivan (Jade Pettyjohn) (8 épisodes)
- 2023 : The Crowded Room : Ariana (Sasha Lane) (mini-série)
- 2023 : Un, dos, tres : Nouvelle génération : Lala (Almudena Salort)

#### Séries d'animation
- 2006 : Allez raconte : Jeanne (création de voix - 1re voix, saison 1)
- 2007-2011 : SamSam : SuperJulie (création de voix, saisons 1 et 2)
- 2018-2020 : Baby Boss : Les affaires reprennent : Marisol Lopez
- 2019[n 1] : Demon Slayer: Kimetsu no Yaiba : la fille aux nattes
- 2023 : Le Collège noir : Léna (création de voix)
- 2023 : Tobie Lolness : ? (création de voix)